# مامبتوو
مامبتوو (انگلیسی: Mambetovo) یک شهرک در شهرستان خایبولینسکی استان باشقیرستان کشور روسیه است.